# Al-Jahra
al-Jahra (arabiska: اَلْجَهْرَاء) är ett distrikt (mintaqa) och huvudort för provinsen al-Jahra i Kuwait, i den centrala delen av landet, 30 km väster om huvudstaden Kuwait.